# 维勒谢蒂夫
维勒谢蒂夫（法語：Villechétif，法語發音：[vilʃetif]）是法国奥布省的一个市镇，位于该省中部，特鲁瓦市区以东，属于特鲁瓦区。

## 地理
维勒谢蒂夫（48°18'41"N, 4°8'42"E）面积12.24 平方千米，位于法国大東部大區奥布省，该省份为法国中北部省份，北起马恩省，西接塞纳-马恩省，西南至约讷省，东南至科多尔省，东临上马恩省。
与维勒谢蒂夫接壤的市镇（或旧市镇、城区）包括：阿桑西耶尔、布朗通、特鲁瓦附近克勒内、梅尼勒塞利耶尔、圣帕尔欧泰特尔、泰讷利耶尔。
维勒谢蒂夫的时区为UTC+01:00、UTC+02:00（夏令时）。

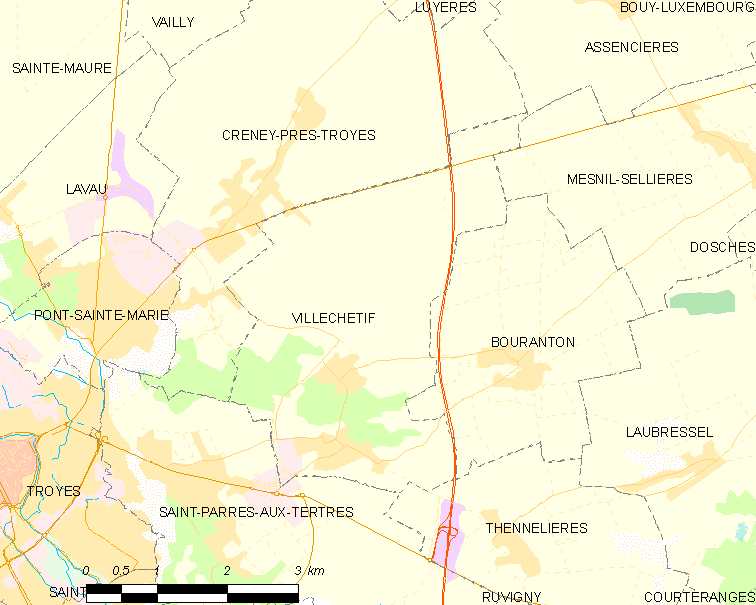
维勒谢蒂夫的OSM定位图

## 行政
维勒谢蒂夫的邮政编码为10410，INSEE市镇编码为10412。

## 政治
维勒谢蒂夫所属的省级选区为特鲁瓦附近克勒内县。

## 交通
奥布省省道D172线和D186线在境内交汇。

## 人口

1962-2008年间维勒谢蒂夫人口变化图示

维勒谢蒂夫于2022年1月1日时的人口数量为945人。